# Kensuke Sasaki
Kensuke Sasaki (佐々木 健介 Sasaki Kensuke?) (4 de agosto de 1966) es un luchador profesional retirado japonés, actualmente parte de Pro Wrestling NOAH.
Sasaki es famoso por su larga carrera en varias empresas de Japón, entre las que se hallan All Japan Pro Wrestling, New Japan Pro Wrestling y Pro Wrestling NOAH, siendo uno de los luchadores que ha conseguido los títulos principales de las tres empresas (los otros siendo Yoshihiro Takayama, Keiji Mutō, Satoshi Kojima y Yuji Nagata). Junto a todo ello Sasaki es, junto con su esposa Akira Hokuto, fundador de la promoción Diamond Ring, antaño conocida como Kensuke Office Pro Wrestling.

## Vida personal
Sasaki está casado con la antigua luchadora Akira Hokuto desde el 1 de octubre de 1995. El matrimonio tuvo su primer hijo en 1998 y el segundo en 2003.
También en 1995, Sasaki se vio envuelto en un incidente en el NJPW Dojo que había culminado con la muerte de uno de sus estudiantes, Hiromitsu Gompei, después de que éste sufriera un traumatismo craneoencefálico. El suceso resultó altamente polémico, y no se aclaró cuál fue la relación de Sasaki con todo ello; mientras que algunas fuentes afirmaron que Sasaki fue el autor de un movimiento de lucha mal realizado que produjo consecuentemente la lesión, tampoco faltó quien acusara a Kensuke de haber agredido deliberadamente a Gompei como castigo por no haber cumplido con sus tareas en el dojo, o incluso quien relacionara el asunto con actividades de la yakuza. De hecho, debido a tales rumores, Hiroshi Hase rompió su equipo con Sasaki y abandonó NJPW para no volver. Eventualmente, no se presentaron cargos contra Kensuke, ni se demostró que él tuviera algo que ver con la muerte de Gompei.

## Carrera

### All Japan Pro Wrestling (1986-1987)
Sasaki realizó algunas apariciones en All Japan Pro Wrestling en 1986, trabajando como jobber.

### New Japan Pro Wrestling (1987-2002)
Kensuke comenzó a aparecer en New Japan Pro Wrestling, formando en 1990 un popular equipo con Hiroshi Hashe. En noviembre de ese año, el equipo derrotó a Keiji Muto & Masahiro Chono para ganar los Campeonatos en Parejas de la IWGP. El dúo defendió sus títulos hasta que un mes más tarde fueron derrotados por Hiro Saito & Super Strong Machine; sin embargo, recuperaron los Campeonatos en marzo del año siguiente. Sin embargo, en Starrcade, un evento creado con la colaboración de World Championship Wrestling, Sasaki & Hashe perdieron sus títulos ante The Steiner Brothers (Rick & Scott), con los que entraron en un feudo. Ese mismo año, Sasaki participó en el G1 Climax, pero fue derrotado en la semifinal por Rick Rude. Meses más tarde, Hashe y Sasaki participaron en la Super Grade Tag League II, llegando hasta la final, donde fueron eliminados por Riki Choshu & Shinya Hashimoto. Tras ello, el equipo se deshizo.
Sasaki cambió su nombre a Power Warrior y fue incluido en el stable The Hellraisers, formando equipo con Hawk Warrior. The Hellraisers derrotaron a Scott Norton & Tony Halme para ganar los Campeonatos en Parejas. Tras ello, el dúo consiguió una enorme cantidad de victorias; conservarían sus títulos hasta julio de 1993, cuando los perderían ante The Jurassic Powers (Hercules Hernandez & Scott Norton). Tras ello, The Hellraisers compitieron en Super Grade Tag League III, pero no lograron ganar. Poco después, The Hellraisers derrotaron a The Jurassic Powers para volver a ganar los Campeonatos. Power Warrior también compitió en G1 Climax 1994, donde fue derrotado en la final por Masahiro Chono. En noviembre de 1994, Hiroshi Hashe & Keiji Muto derrotaron a The Hellraisers para ganar sus títulos. Un mes más tarde, Sasaki dejó el personaje de Power Warrior y volvió a usar su auténtico nombre; no sería hasta marzo de 1995 cuando Sasaki volvería a formar parte de Hellraisers, pero solo durante un tiempo. Así mismo, Power Warrior y Hawk Warrior se dejarían ver ocasionalmente en junio de 1995.
Sasaki restauró su alianza con Hiroshi Hasee y compitió en el evento conjunto con WCW Kollision in Korea, pero fueron derrotados por The Steiner Brothers. Sasaki compitió en el torneo G1 Climax 1995, pero no consiguió muchas victorias. En octubre, durante un evento entre NJPW y UWF-i, Sasaki derrotó a Yoji Anjo. Un año más tarde, Sasaki & Keiji Muto lucharon en One Night Tag Team Tournament, siendo derrotados en la final por Shiro Koshinaka & Tatsumi Fujinami. Poco después, Sasaki anunció que abandonaba NJPW.

#### World Championship Wrestling (1992-1993)
Debido a la relación entre NJPW y World Championship Wrestling, Sasaki realizó apariciones en eventos WCW desde 1992. En Clash of the Champions, Kensuke & Erik Watts derrotaron a Arn Anderson & Beautiful Bobby. Poco después, en Starrcade, Sasaki hizo equipo con The Barbarian para enfrentarse sin éxito a Big Van Vader & Dustin Rhodes.
En 1993, Sasaki compitió a tiempo completo para WCW. Sasaki y Rhodes volvieron a hacer equipo, esta vez Slamboree, siendo derrotados por Paul Orndoff & Rick Rude. Tras ello, Sasaki entró en un feudo con Maxx Payne, cuyo combate final resultó sin ganador. Luego, en 1995, Sasaki derrotó a Sting para ganar el Campeonato de los Estados Unidos de la WCW, defendiéndolo exitosamente contra Chris Benoit en World War 3. En Starrcade, Sasaki fue derrotado por Sting, y más tarde por One Man Gang, perdiendo el título; sin embargo, hubo ciertas inconsistencias en el pinfall realizado por Gang en esta lucha.

### Dragon Gate (2004-2005)
En 2004, Kensuke apareció en Dragon Gate, siendo parte del stable Florida Brothers. Sasaki actuó solo esporádicamente entre 2004 y 2005, entrando en un feudo con el grupo Do FIXER, dirigido por Magnum TOKYO.

### All Japan Pro Wrestling (2005-2008)
Después de regresar a NJPW, Sasaki comenzó a luchar nuevamente para AJPW también como freelance, ingresando al Champion Carnival de 2004 y llegando a la final, donde perdió ante Keiji Mutoh. Después de hacer apariciones ocasionales durante 2004, Sasaki se pasó a AJPW a tiempo completo a principios de 2005. El 16 de enero, desafió sin éxito a Toshiaki Kawada por el Campeonato Peso Pesado de la Triple Corona, pero tuvo éxito durante todo el año, primero ganando el Champion Carnival al vencer a Jamal en la final. El 26 de julio, Sasaki y su estudiante Katsuhiko Nakajima vencieron a los Voodoo Murders ("brother" Yasshi & Shuji Kondo) para ganar los Campeonatos de Parejas de Todo Asia. Kensuke (como su antiguo personaje "Power Warrior") y Road Warrior Animal se unieron el 1 de septiembre en el Differ Ariake para derrotar a Yasshi y Kondo. El 19 de noviembre, Sasaki tuvo otra oportunidad de conseguir la Triple Corona, esta vez perdiendo ante Satoshi Kojima. En julio de 2006, Sasaki sufrió una lesión y requirió tiempo libre, lo que significó que él y Nakajima tuvieron que dejar vacantes los títulos de parejas de Asia.
Después de cinco meses fuera del ring, Sasaki regresó a All Japan en enero de 2007. En mayo, Sasaki y Nakajima se unieron al novato Seiya Sanada para ganar la Samurai! TV Triple Arrow Six Man Tag Team Cup, venciendo a los Voodoo Murders (Kondo, Yasshi y Taru) en la final. El 26 de agosto de 2007, Sasaki derrotó a Minoru Suzuki para convertirse en el Campeón Peso Pesado de la Triple Corona. Sasaki hizo su primera defensa contra Toshiaki Kawada el 18 de octubre de 2007, y pasaría a formar equipo con Kawada después de que Katsuhiko Nakajima sufriera una lesión el 18 de octubre en la World's Strongest Tag Determination League 2007. Sasaki y Kawada perderían un combate de decisión final contra Satoshi Kojima y Suwama el 9 de diciembre; Ambos equipos estaban empatados y se necesitaban oponentes para Keiji Muto y Joe Doering en la final de la Liga.
Sasaki defendió con éxito el Campeonato de la Triple Corona contra Satoshi Kojima (el 1 de marzo de 2008). Sasaki participó en el Champion Carnival 2008 durante cinco shows consecutivos en el Korakuen Hall del 5 al 9 de abril, anotando 4 puntos después de 1 victoria (sobre Joe Doering), 1 derrota (ante Minoru Suzuki) y 2 empates (con Suwama y Osamu Nishimura). Sasaki perdió el Campeonato de la Triple Corona ante ganador del Champion Carnival Suwama el 29 de abril de 2008 y dejó la promoción en junio.

### Pro Wrestling NOAH (2005-presente)
Sasaki hizo apariciones en Pro Wrestling NOAH a partir de 2005, pero comenzó a actuar a tiempo completo para NOAH en 2008.

## En lucha
- Movimientos finales
  - King Buster[2] (Release three-quarter nelson suplex)
  - Volcano Eruption[1][2] (Kneeling half nelson driver)
  - Northern Lights Bomb[3][1][2] (Scoop brainbuster) - 1995-presente; adoptado de Akira Hokuto
  - Strangle Hold Αlpha[1] (Inverted crucifix armbar con neckscissors)
  - Strangle Hold Beta[1] (Scissored armbar con neckscissors)
  - Strangle Hold Gamma[3][1][2] / Power Special[3] (Kneeling stepover headhold armbar) - innovado
  - Strangle Hold Z[2] (Kneeling stepover headhold wrist lock) - innovado
- Movimientos de firma
  - Tornado Bomb[1][2] (Standing leg trap one shoulder powerbomb)
  - STK - Space Tornado Kensuke[7] (Clawhold osoto otoshi) - innovado
  - European uppercut[2]
  - Ippon seoi nage[1][2]
  - Múltiples backhand chops y lariats alternos[2]
  - Plancha
  - Running lariat[2]
  - Senton bomb
  - Sharpshooter
  - Snap scoop slam[7]
  - Super hurricanrana[2]
  - Varios tipos de suplex:
    - Bridging double chickenwing[2][7]
    - Bridging full Nelson[7]
    - Release German
    - Vertical

- Mánagers
  - Sonny Onoo
  - Akira Hokuto

## Campeonatos y logros
- All Japan Pro Wrestling
  - AJPW All Asia Tag Team Championship (1 vez) – con Katsuhiko Nakajima
  - AJPW Triple Crown Heavyweight Championship (1 vez)
  - Champion's Carnival (2005)
  - January 2 Korakuen Hall Heavyweight Battle Royal (2007)[8]
  - BAPE STA!! Pro Wrestling a-k-a Tournament (2004)[9]
  - SAMURAI! TV Cup Triple Arrow Tournament (2007)[10] - con Katsuhiko Nakajima & Seiya Sanada

- Consejo Mundial de Lucha Libre
  - Suzuki Cup (2007)[10] - con Último Dragón & Marco Corleone

- Fighting World of Japan Pro Wrestling
  - World Magma the Greatest Championship (1 vez)
  - WJ Strongest Tournament Winner (2003)[10]

- Hawai'i Championship Wrestling
  - HCW Kamehameha Heritage Championship (1 vez)
  - HCW Kekaulike Heritage Tag Team Championship (2 veces) – con Kenjiro Katahira

- Michinoku Pro Wrestling
  - MPW Tohoku Tag Team Championship (1 vez) – con Katsuhiko Nakajima

- New Japan Pro Wrestling
  - IWGP Heavyweight Championship (5 veces)
  - IWGP Tag Team Championship (7 veces) – con Hiroshi Hase (2), Hawk Warrior (2), Riki Chōshū (1), Kazuo Yamazaki (1) y Shiro Koshinaka (1)
  - G1 Climax (1997)[11]
  - G1 Climax (2000)
  - Japan/U.S All Star Tournament (1996)[10]
  - G1 Climax Special Tag Team Tournament (1997)[10] - con Kazuo Yamazaki
  - SKY PerfecTV! Cup (2001)[12]

- Pro Wrestling NOAH
  - GHC Heavyweight Championship (1 vez)
  - GHC Tag Team Championship (1 vez) – con Takeshi Morishima

- Stampede Wrestling
  - Stampede International Tag Team Championship (1 vez) – con Sumo Hara

- Toryumon
  - UWA World Tag Team Championship (1 vez) - con Animal Warrior[13]

- World Championship Wrestling
  - WCW United States Heavyweight Championship (1 vez)

- World Wrestling Council
  - WWC Caribbean Tag Team Championship (2 veces) – con Mr. Pogo

- Pro Wrestling Illustrated
  - Situado en el N°50 en los PWI 500 de 1993[14]
  - Situado en el N°59 en los PWI 500 de 1994[15]
  - Situado en el N°44 en los PWI 500 de 1995[16]
  - Situado en el N°70 en los PWI 500 de 1996[17]
  - Situado en el N°36 en los PWI 500 de 1997[18]
  - Situado en el N°23 en los PWI 500 de 1998[19]
  - Situado en el N°96 en los PWI 500 de 1999[20]
  - Situado en el N°10 en los PWI 500 de 2000[21]
  - Situado en el N°41 en los PWI 500 de 2001[22]
  - Situado en el N°81 en los PWI 500 de 2002[23]
  - Situado en el N°191 en los PWI 500 de 2003[24]
  - Situado en el N°72 en los PWI 500 de 2004[25]
  - Situado en el N°27 en los PWI 500 de 2005[26]
  - Situado en el N°25 en los PWI 500 de 2006[27]
  - Situado en el N°57 en los PWI 500 de 2007[28]
  - Situado en el N°30 en los PWI 500 de 2008[29]
  - Situado en el Nº54 en los PWI 500 de 2009[30]
  - Situado en el Nº140 en los PWI 500 de 2010[31]
  - Situado en el Nº27 con Hiroshi Hase en los 100 mejores tag teams de la historia - PWI Years, 2003[32]
  - Situado en el N°103 dentro de los mejores 500 luchadores de la historia - PWI Years, 2003[33]

- Wrestling Observer Newsletter
  - WON Lucha del año (1991) con Hiroshi Hashe contra Steiner Brothers (Rick Steiner & Scott Steiner) en WCW/New Japan Supershow
  - Wrestling Observer Newsletter Hall of Fame (Clase de 2013)[34]
- Tokyo Sports Grand Prix
  - Luchador del año (2004)[35]
  - MVP (2004)
  - Actuación del año (2008)[35]

## Récord en artes marciales mixtas
| Resultado | Récord | Oponente           | Método                      | Evento                       | Fecha                   | Ronda | Tiempo | Localización                     | Notas |
| --------- | ------ | ------------------ | --------------------------- | ---------------------------- | ----------------------- | ----- | ------ | -------------------------------- | ----- |
| Victoria  | 2-0    | Dan Chase          | Sumisión (cross armbar)     | GC 5 - Rumble in the Rockies | 19 de agosto de 2001    | 1     | 0:36   | Denver, Colorado, Estados Unidos |       |
| Victoria  | 1-0    | Christian Wellisch | Sumisión (guillotine choke) | X-1                          | 6 de septiembre de 2003 | 1     | 2:35   | Yokohama, Kanagawa, Japón        |       |